# طفيل بن عوف اليشكري
طفيل بن عوف اليشكري البكري أو عبد الله بن أبي شيخ اليشكري البكري. وفد رجل من اشراف البصرة يدعى ابن الكواء إلى معاوية بالشام فسأله معاوية عن الناس؟ فقال ابن الكواء: إما أهل البصرة فقد غلب عليها سفهاؤها وعاملها ضعيف ، فقال معاوية : تتكلم عن أهل البصرة وهم حضور ؟ فبلغ ابن عامروالي البصرة قول ابن الكواء فاستعمل طفيل بن عوف اليشكري على خراسان نكاية به لانه كان عدواً لأبن الكواء .